# Пляшкова стіна

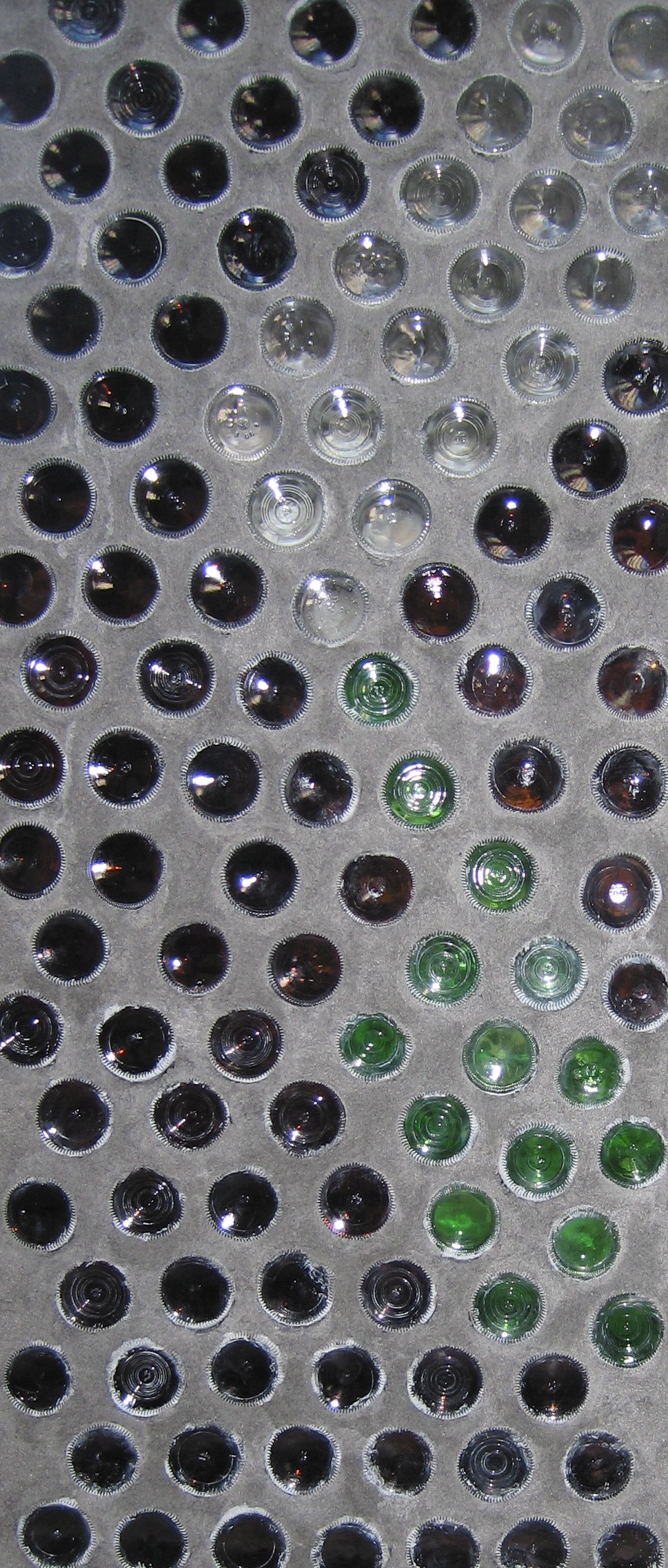
Проста конструкція стіни з пляшок

Пля́шкова стіна́ — стіна зроблена з скляних пляшок і сполучного матеріалу.

## Конструкція пляшкової стіни
В даному стилі будівництва, зазвичай, використовуються 1л скляні пляшки (хоча використовуються й скляні банки, 0,5 л скляні пляшки. В кладці, ці одиниці будівельного матеріалу пов'язуються між собою з допомогою суміші глини з соломою і піском (адобе), піску і цементу, стукко, глини, гіпсу, будівельного (кладкового) розчину або будь-якого іншого спільного з'єднання, що в результаті приводить до створення інтригуючої стіни-вітражу.

## Будівництво

### Будівельні матеріали
Хоча пляшкова стіна може бути побудована по-різному, вони, як правило, будуються на основі, яка встановлюється в траншею в землі, щоб додати стійкість стіні. Рів заповнюється уламками дрібного гравію, а потім заливається цементом. Арматура може бути встановлена в основу, щоб додати структурну цілісність. Пляшкові стіни будуються товщиною в одну пляшку. Примітивні суміші, такі як коб або саман може використовуватися як розчин для зв'язування пляшок. Її густо накладають на попередній шар пляшок, потім укладають наступний шар пляшок, який вдавлюється в суміш. Зазвичай, як крок відстаней між пляшками, використовують два пальці для такого поділу, хоча будь-який крок можна застосовувати. Пляшки можуть викладатися разом, щоб створити ефект вікна. Дві пляшки аналогічного розміру можна склеїти отворами між собою, що дозволяє створити шлях проходу світла (при кладці в дві пляшки). Це також створює повітряні пастки і невелику кількість ізоляції. Заповнення скляних бляшок (банок) рідиною, яка буде піддаватися заморожуванню і відтаванню — це не дуже гарна ідея, але є корисним, якщо скло захищене від температурних перепадів.

### Радіатор
Коли пляшки заповнені рідиною забарвленою в темний колір, або іншим темного кольору матеріалом, стіна може працювати як тепловий радіатор, поглинаючи сонячне випромінювання протягом дня і випромінювати його назад в простір вночі, регулюючи при цьому і добові коливання температури і зволоження.

### В'яжучі суміші
Типова суміш розчину становить 3:1 мулярського пуцаланового піску (летюча зола) і цементу. Інші суміші можуть бути зроблені з розчину глини, саману, кобу, піску чи цементу. Пляшкові стіни можуть використовуватись надзвичайно різносторонньо, і можуть бути пов'язані з майже всім, що може застосовуватись в даному кліматі.

## Будинки з скляних пляшок в історії

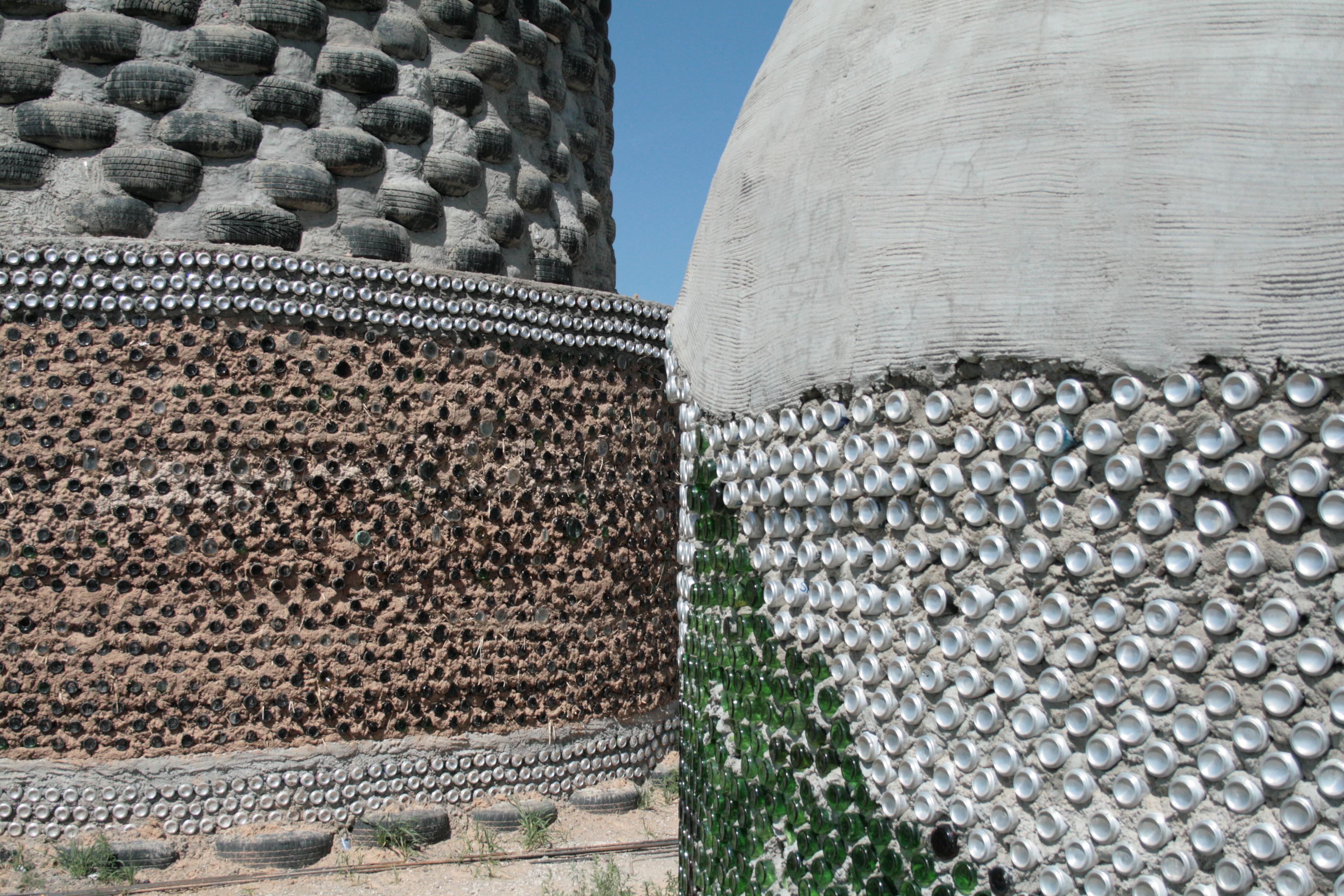
Пляшкові зовнішні стіни 2-ох ертшипів

Використання порожніх судин в будівництві сходить принаймні до часів Стародавнього Риму, де в багатьох структурах використовувалися порожні амфори вбудовані в бетон. Це було зроблено не з естетичних міркувань, але, щоб полегшити навантаження на верхніх рівнях споруд, а також скоротити використання бетону. Ця техніка була використана, наприклад, в цирку Максенция.
Вважається, що перший будинок з пляшок був побудований в 1902 році Вільямом Ф. Пек (англ. William F. Peck) в Тонопа, Невада. Будинок був побудований з використанням 10 000 пляшок з-під пива «Jhostetter's Stomach Bitters». Будинок Пека був знесений на початку 1980-х.
Приблизно в 1905 році Том Келлі побудував дім свій на Рйоліт, Невада, використавши для цього 51 000 пляшок пива з адобе. Келлі вибрав пляшки, бо дерева були рідкісні в пустелі. Більшість пивних пляшок були зібрані з 50 барів в цьому місті «золотої лихоманки». Рйоліт стало містом-привидом в 1920 році. У 1925 році Paramount Pictures було виявлено пляшковий дім, і його було відновлено для зйомок у фільмі. Потім він став музеєм, але туризм розвивався повільно, що примусило музей закрити. З 1936 по 1954 рр., про будинок дбала Льюїс Мерфі, вона і проводила туди туристів. З 1954 по 1969 рр., будинок займав Томмі Томпсон. Він намагався відремонтувати будинок за допомогою бетону, який в умовах пустельної спеки призвів до пошкодження пляшок (Келлі використав саманний бруд).
«Knott's Berry Farm» в Буена-Парк, Каліфорнія, пляшковий будинок зроблений з більш ніж 3000 пляшки віскі. Будинок сьогодні використовується ним як магазин «індійського трейдера». Будинок-рімейк «Rhyolite Bottle House» реплікуються з фотографій, зроблених Уолтером Ноттом (Walter Knott) на початку 1950-х.
Інший відомий пляшковий будинок був побудований самоучкою, пенсіонером Tressa «Grandma» Prisbrey. Будинок розташований в долині Сімі (англ. Simi Valley) Каліфорнія. Пляшковим будинком хваляться мистецтвознавці, штат Каліфорнія, Національний реєстр історичних місць (англ. The National Register of Historic Places) і у виставках, як «основні художні досягнення». Початок будівництва Tressa «Grandma» Prisbrey почала у 1956 році у віці 60 років, і роботи тривали до 1981 року. Tressa «Grandma» Prisbrey перетворила площу в 1/3 акра у «пляшкове село» з пішохідними доріжками, випадковими конструкціями, свердловинами, і іншими об'єктами. Всі збудовані об'єкти будувались на розчині. Назва «Пляшкове село» походить від самих структур — з десятків тисяч пляшок, які були знайдені за допомогою щоденних візитів на звалище.
Пляшковий будинок «The Washington Court Bottle» в штаті Огайо був зроблений з 9963 пляшок різних розмірів і кольорів. Будівельником був колекціонер пляшок, і, щоб показати свою колекцію, він їх побудував у цей будинок, який був виставлений в «Meyer's Modern Tourist Court». В Олександрії, штат Луїзіана, є пляшковий будинок і, за сумісництвом, він є і сувенірним магазином, який стоїть досі. Цей будинок був побудований Дрю В. (Drew Bridges), який використовував пляшки зі своєї аптеки.
Пляшковий будинок Джона Дж.Мякінена (John J. Makinen Bottle House) в Калева, штат Мічиган, був побудований Джоном Дж. Мякіненом старшим (1871—1942). Для цього було використано понад 60 000 пляшок, які він при будівництві поклав на бік, днищем назовні. Пляшки були в основному з його компанії, Північно-Західного розливочного заводу. Будинок був закінчений у 1941 році, але він помер, не встигнувши заселитись в будинок. Будівля була придбана Історичним музеєм Калева в 1981 році і включений в Національний реєстр історичних місць. Boston Hills Pet Memorial Park в Бостоні, штат Массачусетс, має стіни з пляшок 1942 року. Пляшковий будинок Уїмберлі (The Wimberley Bottle House), в Уїмберлі, штат Техас, був побудований з використанням понад 9000 пляшок соди. Він був побудований на початку 1960-х як частина міста-піонера. Будинок був складений за зразком пляшкового будинку Беррі (Berry Farm bottlehouse) в Каліфорнії.

## Heineken WOBO (World Bottle)— всесвітня пляшка
Історія розповідає, що Альфред Хейнекен під час світового турне по заводах «Heineken», коли опинився на Карибському острові Кюрасао в 1960 році, він побачив багато сміття з пляшок на пляжі. Він також розумів ситуацію з відсутністю доступних будівельних матеріалів, і неадекватних умов життя «нижчого класу» Кюрасао. Представляючи вирішення цих проблем, він попросив голландського архітектора N.John Habraken розробити пляшку, яку він назвав «цегла, яка містить пиво».
Протягом наступних трьох років, «Heineken WOBO» пройшли через процес проектування. Деякі проекти довели ефективність таких будівельних матеріалів, але були занадто важкими і повільними в плані економічного формування виробництва. Інші проєкти були відкинуті «Heineken» на основі естетичних уподобань. Зрештою, з'явилась пляшка, що була обрана як компроміс між попередніми моделями.
Пляшка була розроблена для блокування одна в одну, і укладалась при будівництві горизонтально на цементно-піщаний розчин з кремнієвою добавкою. Щоб побудувати хатину 10 футів (3,0 м) х 10 футів (3,0 м) було потрібно приблизно 1000 пляшок. У 1963 році 100 000 пляшок «WOBO» були випущені в двох розмірах, 350 і 500 мм. Такі два типи розмірів були необхідні для того, щоб зв'язати пляшки при будівництві стіни між собою, точно так само, як половина цегли необхідна, коли будується з цеглою. Сьогодні ці пляшки дуже рідкісні і стали об'єктом колекціонування.
Збереглись тільки дві «WOBO» будівлі, і обидві вони є в маєтку Heineken в Нордвейк, недалеко від Амстердама. Рінус ван ден Берг, голландський промисловий та архітектурний дизайнер, спроектував кілька будівель, працюючи з Джоном Habraken в 1970-х. Один проект був опублікований в Domus 1976 року.